# دوکرو (بازی ویدئویی)
دوکرو (انگلیسی: Dokuro) یک بازی ویدئویی پازل تک‌نفره برای سکو‌های پلی‌استیشن ویتا، اندروید، آی‌اواس و ویندوز می‌باشد که توسط گیم آرتز توسعه و گانگ‌هو آنلاین اینترتینمنت نشر پیدا کرده‌است.